# Єрьомино (Мокроусовський округ)
Єрьо́мино (рос. Ерёмино) — присілок у складі Мокроусовського округу Курганської області, Росія.
Населення — 84 особи (2010, 83 у 2002).
Національний склад станом на 2002 рік:
- росіяни — 100 %